# هيفزيباه
هيفزيباه (بالإنجليزية: Hephzibah, Georgia)‏ هي مدينة تقع في مقاطعة ريتشموند، جورجيا بولاية جورجيا في الولايات المتحدة. تبلغ مساحة هذه المدينة 50.2 (كم²)، وترتفع عن سطح البحر  م، بلغ عدد سكانها 4011 نسمة في عام 2010 حسب إحصاء مكتب تعداد الولايات المتحدة.

## أعلام
- جون ويزلي غيلبرت
- إيتورو أوموه كولمان
- كورنيليوس واشنطن
- أوستن ستيد

## وصلات خارجية
- Cities & Counties - Georgia.gov